# Гуллинбурсти
Гуллинбурсти (др.-сканд. Gullinburste, дословно — «золотая щетина», также известен как др.-сканд. Slíðrugtanni — «Острозубый», «Страшный клык») в германо-скандинавской мифологии — стремительно передвигающийся вепрь с золотой щетиной, принадлежащий богу Фрейру. Упоминается в нескольких местах «Младшей Эдды» Снорри Стурлусона. Был создан в ходе спора между гномами-мастерами — братьями Броком и Синдри и богом хитрости и коварства Локи. Связан с солярной символикой, культом плодородия. На общегерманском празднике Йоль, посвящённом Фрейру, который отмечался во время середины зимы, вепрь приносился в жертву, чтобы новый год стал удачным.

## В мифологии

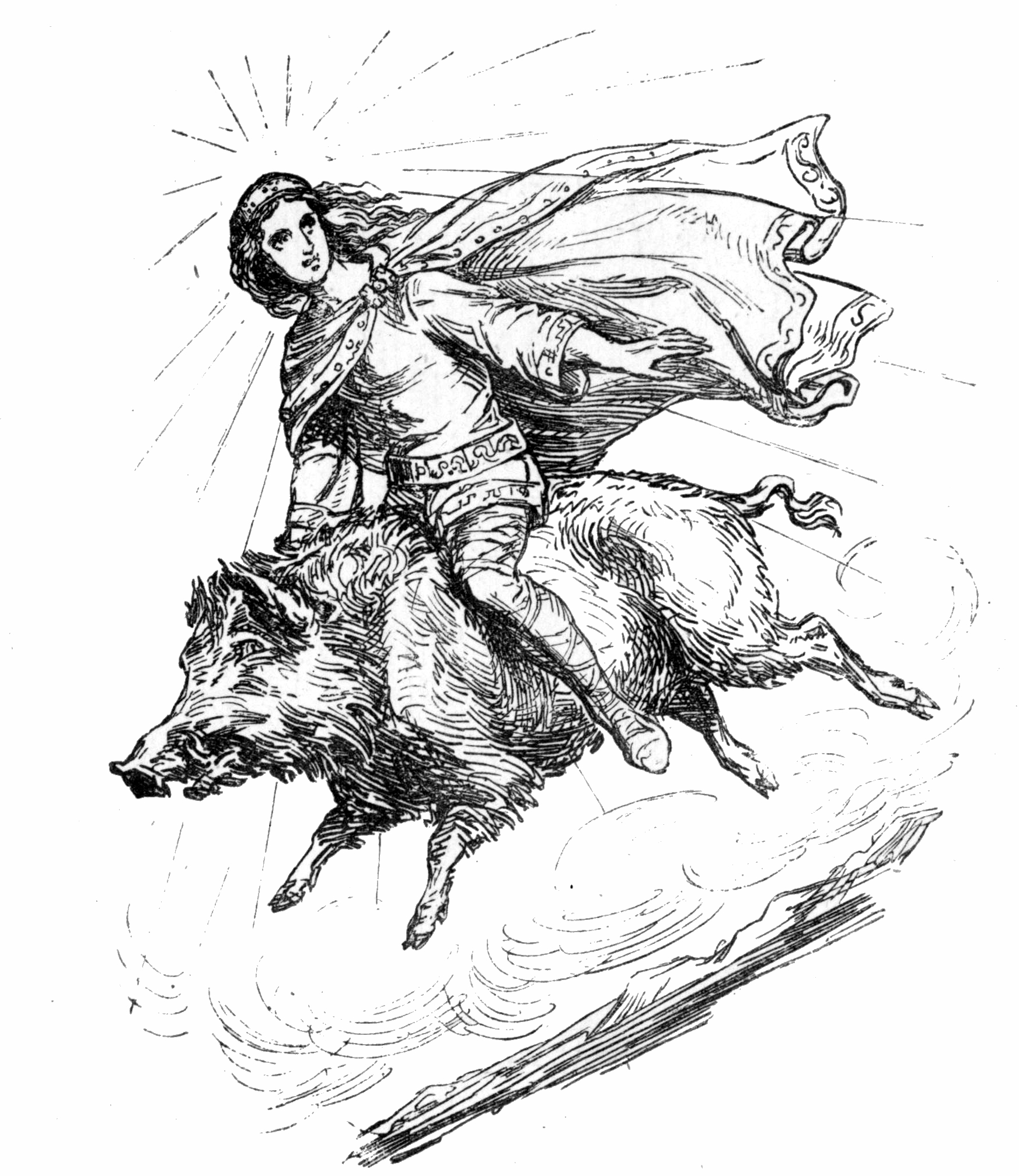
Фрейр на Гуллинбурсти, Людвиг Пич, 1865

Согласно германо-скандинавской мифологии вепрь Гуллинбурсти принадлежит Фрейру (германский Фрей) — богу солнечного света и плодородия, мира, процветания и мужской силы. У германских народов вепрь был сакральным символом, олицетворением воинской доблести, отваги: его изображения наносили на стяги, помещали на шлемы и т. д. В связи с этим внимание исследователей неоднократно привлекал вопрос, почему именно Гуллинбурсти стал атрибутом одного из миролюбивых ванов (существа природы) — Фрейра. На динамический характер вепря указывает его второе имя «острозубый» (Slíðrugtanni), противоположное по смыслу «гуманистическому» характеру Фрейра. Якоб Гримм назвал Гуллинбурсти «дерзкий и отважный вепрь». Вместе с тем указывалось на то, что с воинственным характером скандинавов и бог Фрейр выступал «устрашающим и горячим воином».

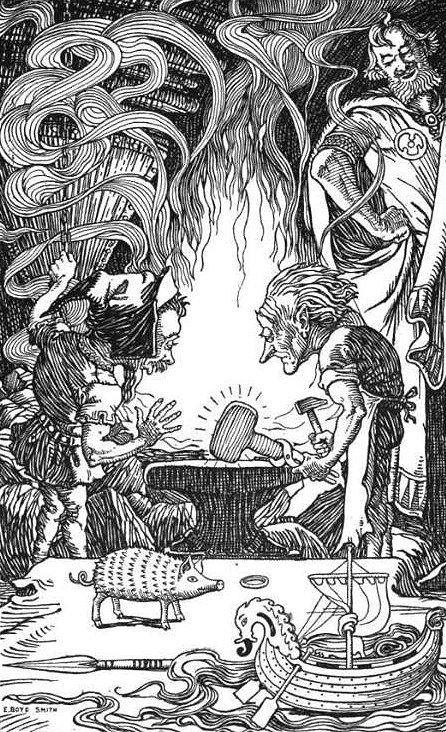
Брокк и Эйтри за изготовлением Мьёллнира (на переднем плане — работы сыновей Ивальди)

Во второй части «Младшей Эдды» («Язык поэзии») исландского скальда Снорри Стурлусона содержится описание происхождения чудесного вепря. Однажды бог хитрости и коварства Локи совершил очередную проделку: срезал все волосы с головы Сив (Сиф) — богини плодородия, жены Тора — бога грома и молний. Громовержец узнал про это и схватил Локи, чтобы отомстить, угрожая переломить кости, но тот поклялся, что сможет добиться от чёрных альвов, чтобы они сделали для богини волосы из золота, которые будут расти как настоящие. Для выполнения клятвы Локи отправился к альвам (карликам, двергам) — сыновьям Ивальди. В ответ на просьбу лукавого бога братья изготовили не только такие волосы, но и парусный корабль Скидбладнир и копьё Гунгнир для Одина. После этого Локи поспорил с Брокком (карликом из другого клана) и даже поставил в заклад свою голову, что Эйтри (брат Брокка), не сможет сделать подобных по уровню сокровищ. О дальнейшем Стурлусон сообщает следующее: «И когда они пришли в кузницу, Эйтри положил в горн свиную кожу и велел Брокку поддувать, не останавливаясь, пока он не вынет из горна того, что было положено. Но едва он вышел из кузницы, а брат его Брокк взялся за меха, на руку Брокку уселась муха и стала жалить. Но он работал, как прежде, пока кузнец не вынул из горна изделия, и это был вепрь с золотой щетиной». Несмотря на дальнейшие помехи со стороны Локи, карликам удалось выковать волшебное золотое кольцо Драупнир и молот Мьёльнир. Спор был разрешён на совете, в который входили Один, Тор и Фрейр — верховные божества скандинавского пантеона. Локи отдал Одину копьё Гунгнир, Тору — волосы для Сив, а Фрейру — корабль Скидбладнир. Брокк отдал Драупнир Одину, а Тору Мьёльнир. Фрейру от карлика достался вепрь, про которого он сказал, что тот «может бежать по водам и воздуху не останавливаясь, ночью и днём, быстрее любого коня, и ночью, и в самой Стране Тьмы будет ему светло: так светится у него щетина». Боги решили, что молот Тора лучшее из всех сокровищ, и присудили Брокку победу. Во фрагменте скальдической поэмы Хусдрапа (др.-сканд. Húsdrápa) Фрейр на вепре прибывает на похороны Бальдра. В тексте поэмы «Видение Гюльви», где речь идёт об этом эпизоде указывается: «А Фрейр ехал в колеснице, запряжённой вепрем Золотая Щетина, или Страшный клык».  
Немецкий лингвист, мифолог Пауль Герман описывал его таким образом: «Это живое создание из металла было выковано в кузнице искусных карликов; они бросили в огонь свиную шкуру и вытащили золотого кабана, который мог передвигаться по суше, по морю и по воздуху. Как ни темна ночь, путь кабана всегда хорошо освещён». Хорхе Луис Борхес, который привёл эти слова в «Книге вымышленных существ», отмечал, что наиболее страшные фантастические существа или металлические, или каменные (Гуллинбурсти; бык, покорённый Ясоном; великан Талос и др.). 

## В культуре
В мифологиях народов мира вепрь часто олицетворяет наступление осени, сезон охоты на кабанов, а также прекращение вегетации, зиму. Последнюю функцию связывают с мифологемами, где вепрь выступает в качестве убийцы солнца, божества растительности и/или солнца. К таким мифам можно отнести гибель Адониса, Аттиса, Анкея, Осириса, Диармуида (ирл. Diarmuid, Diarmaid). В кельтской мифологии вепри Гульбан (Gulban) и особенно Турх Труйт (валлийская повесть «Килух и Олвен») выступают в качестве олицетворения зимы и смерти. Были распространены представления о мифологическом воплощении вепрем божеств, персонажей, связанных с солнцем. На общегерманском празднике Йоль, посвящённом Фрейру, который отмечался во время середины зимы, вепрь приносился в жертву, чтобы новый год стал счастливым. По распространённой точке зрения, многие рождественские обряды восходят к языческим традициям. Так, в Швеции существовала игра, представляющая собой «танец-жертвоприношение», сопровождаемая музыкой или песнями. Обряд обычно исполнялся юношами с разукрашенными лицами. В одном из вариантов игры на табурете сидел человек, который был завёрнут в кожу и держал во рту пучок соломы, олицетворявший собой щетину. Это символизировало принесение Фрейе жертвы в виде кабана, что было приурочено к дню Йоля. В этот период также пекли особый хлеб (пирог), известный под названием «йольский кабан» (julgalt). На протяжении зимы его хранили, чтобы весной скормить скотине, при помощи которой будут проводиться работы, связанные с севом. Жертва в виде кабана на Рождество сохранилась в виде традиции печь хлеб или пирог в виде кабана, что должно было помочь собрать большой урожай. Олаф Верелий в комментарии к «Саге о Хёрвер» отмечал, что шведские крестьяне высушивали такой хлеб и хранили до весны. В это время года они мелко крошили его в сосуд, из которого будет вестись сев зерна. Эти крошки смешивали с ячменём и давали в корм лошадям перед пахотой. Вторая половина шла на питание батраков, идущих вслед за плугом.
Из сообщения Саксона Грамматика известно, что Фрейру приносили жертвы, чаще всего живой скот (быков, лошадей), а также людей. Во время Йоля Фрейру жертвовали и кабана. Якоб Гримм в этом отношении привёл гелдерландское суеверие, где бога замещает герой Дитрих, который в ночь перед Рождеством ходит по улицам вместе с кабаном: «все земледельческие орудия убирают при этом в дома, так как кабан может потоптать и испортить их». В отношении связанных с вепрем традиций Гримм писал:
До сих пор на праздничные столы иногда ставят голову дикой свиньи в качестве символического блюда — в Средние века такую голову подавали на званых обедах с лавровым листом и розмарином; её носили вокруг стола и по разному с ней играли; «where stood a boars head garnished with bayes and rosemarye» [где стояла кабанья голова, украшенная лавровым листом и розмарином], — сказано в балладе о столе короля Артура; свиную голову трижды ударяли палкой, а ножом её касаться мог только добродетельный человек. Иногда в обеденный зал даже приводили живого кабана, чтобы какой-нибудь отважный герой прямо там отрубил ему голову.
Культ Фрейра и Гуллинсбурти существовал и на Британских островах. Сохранились сведения о традициях празднования Рождества шотландцами в VIII—XI веках. Накануне все мужчины рода отмечали торжество за длинным столом во главе со своим вождём. Главным ритуальным блюдом пиршества была кабанья голова, что связывают с почитанием Фрейра. Её помещали на большую тарелку и торжественно вносили в помещение, где отмечался праздник. Разрезать голову поручалось только наиболее уважаемым приглашённым. После трапезы мужчины с факелами в руках выходили из дома и разводили ритуальный костёр, после чего брались за руки и образовывали круг. Под музыку волынок происходил танец, при этом его ритм всё возрастал и становился неистовее. В состоянии исступления танцоры кричали: «Haile, Yule, Haile» и «Тор с нами!». После того как огонь погасал, люди шли обратно в зал, где продолжали пиршество.
В современной культуре Гуллинсбурти появляется в литературе (цикл фэнтезийных романов Рика Риордана «Магнус Чейз и боги Асгарда»), видеоиграх («God of War: Ragnarök», «Smite»).